# 年少芸妓
年少芸妓（ねんしょうげいぎ）とは、まだ芸妓としては一人前でない若い芸妓、または、芸妓見習いとして花街のお座敷に出ている少女を指す。

## 概要
肩揚げ、袖揚げをした振袖の着物に紅系統の刺繍の半衿、ぽっくり下駄、少女向きの日本髪（桃割れ、唐人髷、結綿、割れしのぶ、おふくといったもの）、花かんざしといったいかにも幼さを強調したいでたちであるのが特徴である。
かつては「半人前」の身分であるとして「花代」（玉代、線香代とも）が芸妓の半分であることもあった（京都の舞妓はそうではない）。現代ではそのようなことはない。
呼称としては「半玉」「おしゃく（お酌とも雛妓とも書く）」「舞妓」「赤襟」「金魚」「雛妓（ひなつこ）」「振袖」など。
関西では「舞妓」、それ以外の地域の花街では「半玉」が一般的である。
山形・酒田では若手の社員芸妓を「舞娘」と呼んでいる。
また、半玉も含めての「若手芸妓」を「きらり妓さん」（神奈川・箱根湯本温泉）「からり妓さん」（福島・会津東山温泉）といった愛称で呼ぶところもある。
また、東京・浅草には「半玉」の姿を借りた「振袖さん」がいる。彼女らは「株式会社 浅草観光振袖学院」に所属する「社員芸妓」であり、浅草花柳界とは無関係（浅草の「半玉」さんとは違う）である。